# إغيرا دي كالاترافا
بلدية إغيرا قلعة رباح أو دي كالاترافا (بالإسبانية: Higuera de Calatrava) هي بلدية تقع في مقاطعة جيان التابعة لمنطقة الأندلس جنوب إسبانيا.

## الديموغرافيا
بلغ عدد سكان بلدية إغيرا قلعة رباح 670 نسمة عام 2011 (وفقاً للمعهد الوطني للإحصاء الإسباني).
| 707 | 706 | 683 | 702 | 674 | 659 | 670 |